# Martin Elliott Sowden
Martin Elliott Sowden, né le 21 janvier 1887 et mort le 10 février 1962, est un homme politique canadien. Il a servi dans l'Assemblée Législative de la colombie-Britannique en 1953 pour la circonscription de Vancouver-Nord, il est membre du parti Libéral,.